# Valsalvin manevar
Valsalvin manevar izvodi se srednje jakim pokušajem forsiranog izdisaja uz zatvorene dišne puteve (zatvorena usta i zatvoren nos). Valsalvin manevar i njegove varijacije služe u medicini kao test autonomnog živčanog sustava srca ili za izjednjačavanje tlaka u bubnjištu srednjeg uha i okolini.
Manevar je nazvan prema talijanskom liječniku i anatomu iz 17. stoljeća Antonio Maria Valsalvi, koji ga je prvi opisao proučavajući Eustahijevu cijev i srednje uho.

## Vanjske poveznice
|  | Zajednički poslužitelj ima još gradiva o temi Valsalvin manevar |

- Valsalvin manevar[neaktivna poveznica]

|  | Molimo pročitajte upozorenje o korištenju medicinskih informacija. Ne provodite liječenje bez savjetovanja s liječnikom! |